# Ponometia indubitans
Ponometia indubitans är en fjärilsart som beskrevs av Walker 1857. Ponometia indubitans ingår i släktet Ponometia och familjen nattflyn. Inga underarter finns listade i Catalogue of Life.